# 남부구 (이스라엘)
남부구(히브리어:  מחוז הדרום)는 이스라엘을 구성하는 구 행정 단위 중 하나이며, 이스라엘 남부에 위치한다. 이스라엘에서 면적이 가장 큰 구이지만, 인구 비중은 가장 적다. 네게브 사막의 대부분과 아라바 계곡을 덮고 있다.
행정중심지는 베르셰바이며, 이 곳은 남부구에서 가장 큰 도시이다. 인구는 1,244,200 명(2016년 기준)이고, 면적은 14,185 km  2 이다. 남부 인구의 79.66%가 유대인이고 12.72%가 아랍인(주로 무슬림)이다. 

## 같이 보기
- 네게브 사막